# Leptogenys manni
Leptogenys manni é uma espécie de formiga do gênero Leptogenys, pertencente à subfamília Ponerinae.